# Blason de l'Alsace
Le blason de l'Alsace représente les armes de l'Alsace, une région historique et une collectivité territoriale située dans l'est de la France. Il réunit les armes de la Haute et de la Basse-Alsace. Son blasonnement est : « De gueules à la bande d'argent accompagnée de cotices fleuronnées du même, accompagnée de six couronnes d'or posées en bande trois et trois, les inférieures inversées ».

## Armoiries de la Haute-Alsace
Les armoiries de la Haute-Alsace se basent sur les armoiries du landgraviat de Haute-Alsace. Son blasonnement est : « parti, au premier, de gueules à la barre d'argent côtoyée de deux cotices fleuronnées du même et au second aussi de gueules à la bande d'or accompagnée de six couronnes du même, trois en chef et trois renversées en pointe. ».

Blason de la Haute-Alsace.
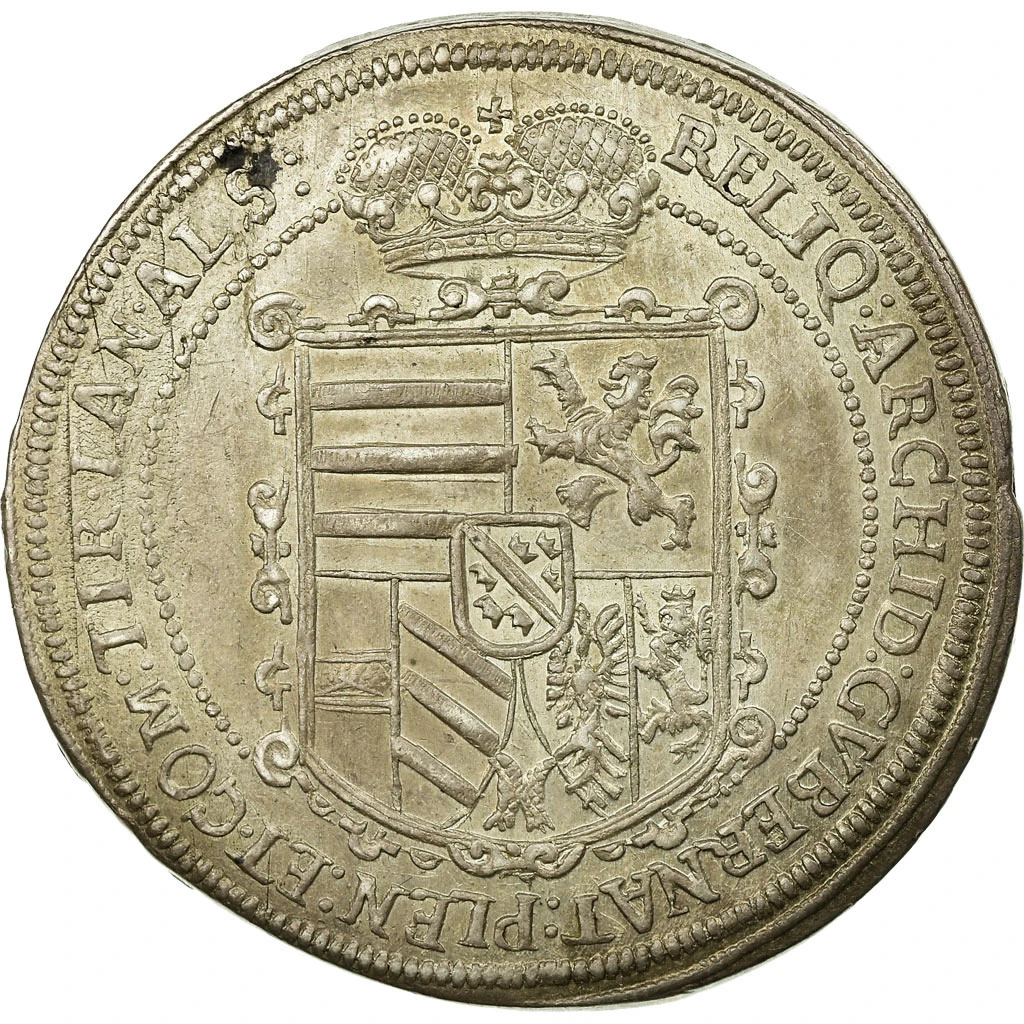
Thaler frappé à Ensisheim avec les armes du Landgraviat de Haute-Alsace au cœur.

C'est aux environs de 1120 que le landgraviat de la Haute-Alsace devint propriété de la famille de Habsbourg. Les armes du landgraviat de Haute-Alsace sont représentées pour la première fois dans le sceau équestre du duc Ernest Ier d'Autriche de 1418.
L'écu porte la bande de chaque côté de trois couronnes. Les couleurs de cet écu sont celles des armes des Habsbourg (gueules et d'or) mais interverties, de manière à représenter les meubles d'or sur fond de gueules.
Les armes pleines du landgraviat de la Haute-Alsace avec heaume et cimier apparaissent pour la première fois en 1438 sur le sceau du duc Frédéric V d'Autriche. Le cimier reprend les meubles de l'écu : la bande se transforme en baguette accompagnée de chaque côté de trois couronnes. Par la suite, les armes du Landgraviat de Haute-Alsace apparaissent régulièrement sur les sceaux et les monnaies des Habsbourg au long des XVIe et XVIIe siècles.
La disposition des couronnes varient selon les époques. Ainsi le Grand Armorial équestre de la Toison d'or, datant du milieu du XVe siècle, montre la bande d'argent et non d'or, et les six couronnes d'or se trouvent placées dans l'axe même de l'écu et non dans l'axe de la bande.
Les trois couronnes inférieures du blason sont représentées pour la première fois renversées dans un sceau secret de Maximilien Ier datant de 1512. L'origine même des couronnes est obscure : le chroniqueur Schoepflin ne réussit pas à donner une explication satisfaisante de ces six couronnes, quoiqu'il réfute les thèses qui ramènent l'origine des couronnes aux temps mérovingiens.

## Armoiries de la Basse-Alsace
Les armoiries de la Basse-Alsace se basent sur les armoiries du landgraviat de Basse-Alsace. Son blasonnement est : « de gueules à la bande d'argent accompagnée de cotices fleuronnées du même ».

Blason de la Basse-Alsace.
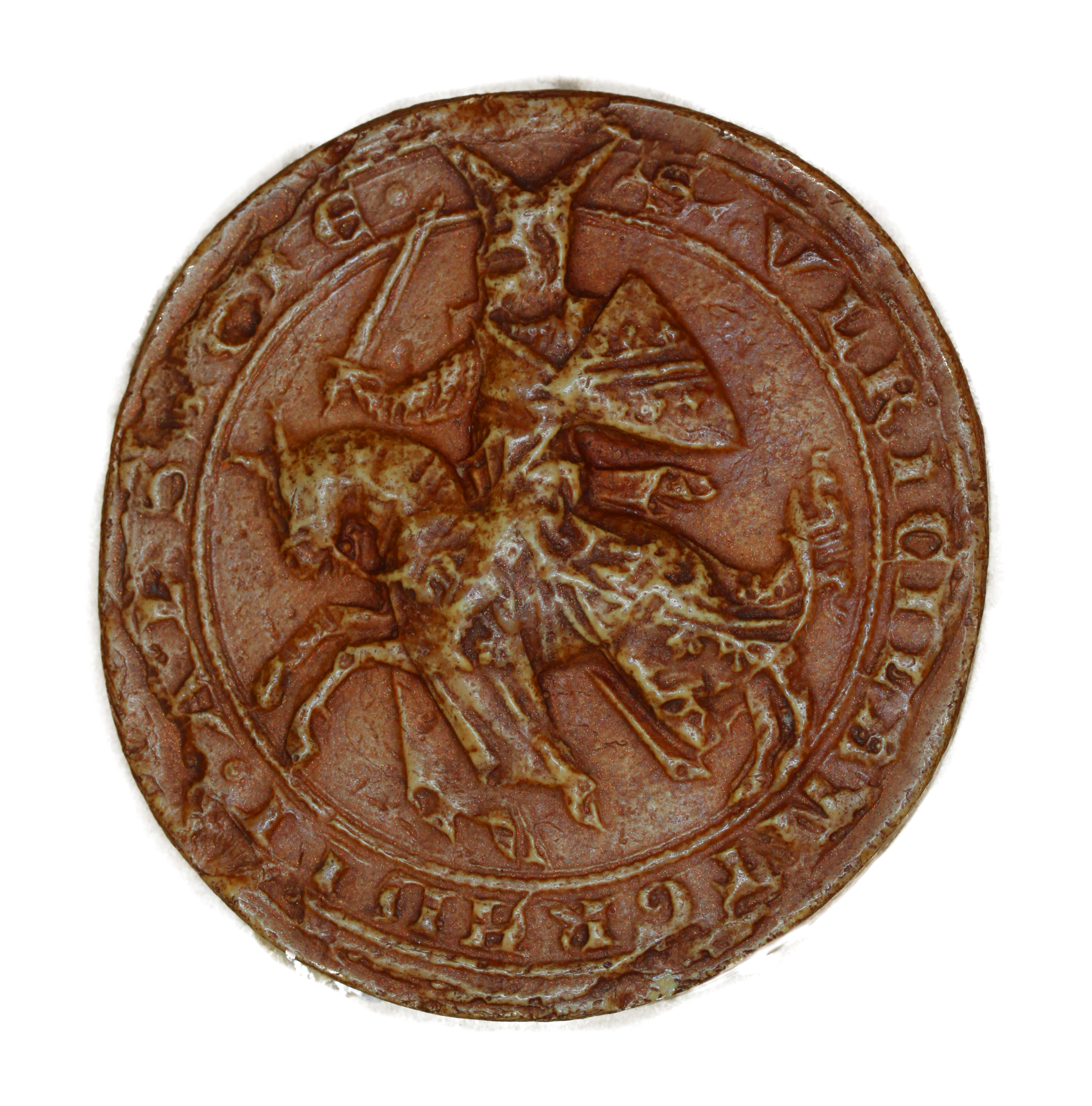
Sceau équestre d'Ulrich von Werd, landgrave de Basse-Alsace (vers 1334).

Contrairement au landgraviat de Haute-Alsace, les armes du landgraviat de Basse-Alsace ont une origine familiale, les armes des comtes de Werd.
En 1175, le landgraviat de Basse-Alsace est donné en fief au comte Sigebert III de Werdt (sur l'Ill) par l'empereur Henri IV. Les comtes de Werd étaient originaires de Werdt ou Woerth (près d'Erstein).
La représentation la plus ancienne des armes du landgraviat de Basse-Alsace se trouve sur le sceau d'un parchemin daté de 1262 portant en exergue l'inscription « S. Sigeberti. Lantgravii Alsatiae ». Les couleurs de l'écu sont décrites par un rôle d'armes anglais, remontant probablement à une source de 1280 : « de gueules à la bande d'argent accompagnées de cotices d'or fleuronnées».
Dans l'armorial van den Ersten (vers 1380) apparaît pour la première fois l'écu aux cotices fleuronnées accompagnant la bande d'argent et surmonté d'un cimier différent: deux cornes rayées blanc-rouge-blanc, chacune portant trois ornements en forme de fleur de lis qui reproduisent la cotice fleuronnée. Le tombeau du landgrave Ulrich de Werd à l'église Saint-Guillaume de Strasbourg, daté de 1344, montre le landgrave portant une cotte d'armes armoriée dont les détails correspondant aux armes du landgraviat.
À la suite de l'extinction de la famille de Werd, le landgraviat passe à l'évêché de Strasbourg, le roi Venceslas de Luxembourg confère en 1384 le titre de « landgrave en Basse Alsace » à l'évêque de Strasbourg. Au cours du XVIe siècle, ces armes apparaissent couramment dans les monnaies et sceaux des évêques de Strasbourg ; elles occupent le quatrième champ de l'écu écartelé au côté des armes de l'évêché de Strasbourg et celles de la famille de l'évêque.
Les cardinaux de Rohan, héritiers du titre et du blason du landgrave de Basse-Alsace, le portèrent jusqu'à la Révolution française, posant en cœur de l'écu leurs armes familiales. La Révolution fit disparaitre l'écu de la Basse-Alsace des armes épiscopales de Strasbourg. Il réapparait encore de temps à autre dans les armes épiscopales au début du XIXe siècle.

## Armoiries de l'Alsace

### Durant l'Ancien régime
La première représentation d'armoiries combinant les armoiries des deux landgraviats apparait dans le Wappenbüchlein de Virgil Solis en 1555 selon l'avancée actuelle de la recherche, même si retrouve la combinaison dans le Grand Armorial équestre de la Toison d'or au milieu du XVe siècle. On retrouve une combinaison similaire dans le Topographia Alsatiae de Merian (1644). Mais mis à part le cas particulier de l'archiduc Léopold V d'Autriche-Tyrol qui cumule les fonctions d'évêque de Strasbourg (en Basse-Alsace) et de Landgrave de Haute-Alsace, le blason d'Alsace réunissant les armes de Haute et de Basse-Alsace ne correspond pas à celui d'une entité politique.
Avec le traité de Westphalie en 1648, une grande partie des territoires de l'actuelle Alsace sont annexés au royaume de France. L'ensemble fut désigné sous le nom de généralité d'Alsace. Les Landgraviats sont supprimés et, de fait, les blasons correspondants perdent leur caractère et signification politiques. Au XVIIIe siècle, les deux blasons de la Haute et Basse-Alsace apparaissent avant tout comme éléments décoratifs dans les livres, frontispices, cartes géographiques, diplômes de corporations.
Ainsi, la commission royale dépendant du garde des Sceaux chargée d'établir l'armorial de la généralité d'Alsace choisit comme blason pour l'ensemble de la province d'Alsace celui du Saint-Empire romain germanique (aigle bicéphale de sable sur champ d'or).

### À l'époque moderne et contemporaine
Après la Révolution le blason de l'Alsace (ainsi que ceux Haute et de Basse-Alsace) réapparaissent progressivement. Leur usage est principalement d'ordre décoratif.
Il faut attente la période du Reichsland pour que les autorités se penchent sur la question héraldique. En décembre 1891, le Reichsland est doté par décret impérial d'un blason pour cette province. Il se compose de l'aigle impérial, surmonté de la couronne impériale, portant en cœur un écu, parti des armes traditionnelles de la Haute et de la Basse-Alsace, d'une part, et des armes de la Lorraine ducale. L'écu est surmonté d'une couronne de prince. Ce blason figure sur le pavillon de service (Dienstflagge) institué en 1893 et dont l'usage est strictement réservé aux autorités.

Blason du Reichsland Elsaß-Lothringen.
Drapeau administratif du Reichsland Elsass-Lothringen (1871-1919).

Au lendemain de la Première Guerre mondiale, le gouvernement français, se désintéressant de la question héraldique, ne prend aucune décision en matière héraldique.
En 1948, entre les préfets du Haut et du Bas-Rhin est officialisé par échange de courrier un blason d'Alsace constitué ainsi : « Parti au premier de gueules à la barre d'argent accompagnée de cotices fleuronnées du même, au deuxième de gueules à la bande d'or accompagnée de six couronnes du même posées en bande trois et trois, les inférieures inversées ». Ce blason a été proposé par l'héraldiste Robert Louis et le conservateur des archives nationales de France Jacques Meurgey de Tupigny puis homologué par les deux préfets alsaciens le 5 mai 1948. Il fusionne le blason historique de Basse-Alsace (De gueules à la bande d'argent côtoyée de deux cotices fleuronnées du même) symétrisé par courtoisie héraldique et le blason historique de Haute-Alsace. C'est cette version du blason qui est utilisée par la Gendarmerie nationale.

Blason homologué par les préfets en 1948.

À l'issue des lois de décentralisation et de la création des régions, le Conseil régional d'Alsace choisit de ne pas reprendre le blason comme logo. Toutefois en 1994, la région envoie sur ses cartes de vœux de nouvel an une composition de blason alsacien due à l'héraldiste André Herscher dans laquelle les armes de Haute et Basse-Alsace sont superposées et non juxtaposées. C'est finalement cette version du blason de l'Alsace qui est utilisée entre 2009 et 2020 pour figurer sur les plaques d'immatriculation. Ce blason apparaît également sur l'insigne de la base de défense de Strasbourg - Haguenau - Colmar (BdD SHC).
En 2012, le conseil régional d'Alsace crée la marque Alsace dont le logo, appelé « Acœur », est un « A » rouge en forme de bretzel, spécialité alsacienne, ou de cœur. En 2015, l'Alsace perd son statut de région administrative à la suite de la réforme des régions, et fusionne avec la Lorraine et la Champagne-Ardenne pour former le Grand Est. Elle retrouve ensuite un statut de collectivité territoriale en 2021 avec la fusion des départements du Haut-Rhin et du Bas-Rhin pour former la collectivité européenne d'Alsace. Le logo de cette dernière fait apparaître le Acœur, mélangé à des éléments du drapeau européen. Dans le même temps, après une consultation publique, le Acœur remplace le blason de l'Alsace sur les plaques d'immatriculation.

Le blason utilisé par la région Alsace.
Identifiant territorial officiel apparaissant sur les plaques d'immatriculation (2009-2020).
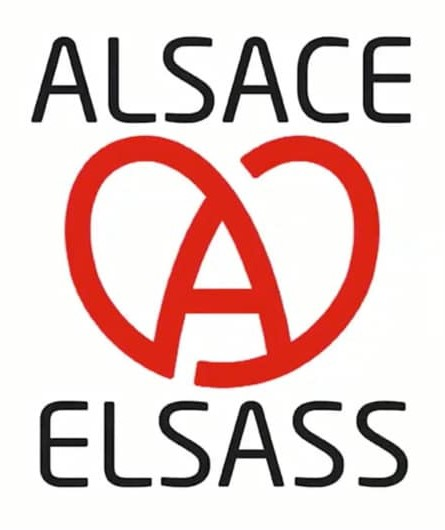
Identifiant territorial officiel apparaissant sur les plaques d'immatriculation (depuis 2021).
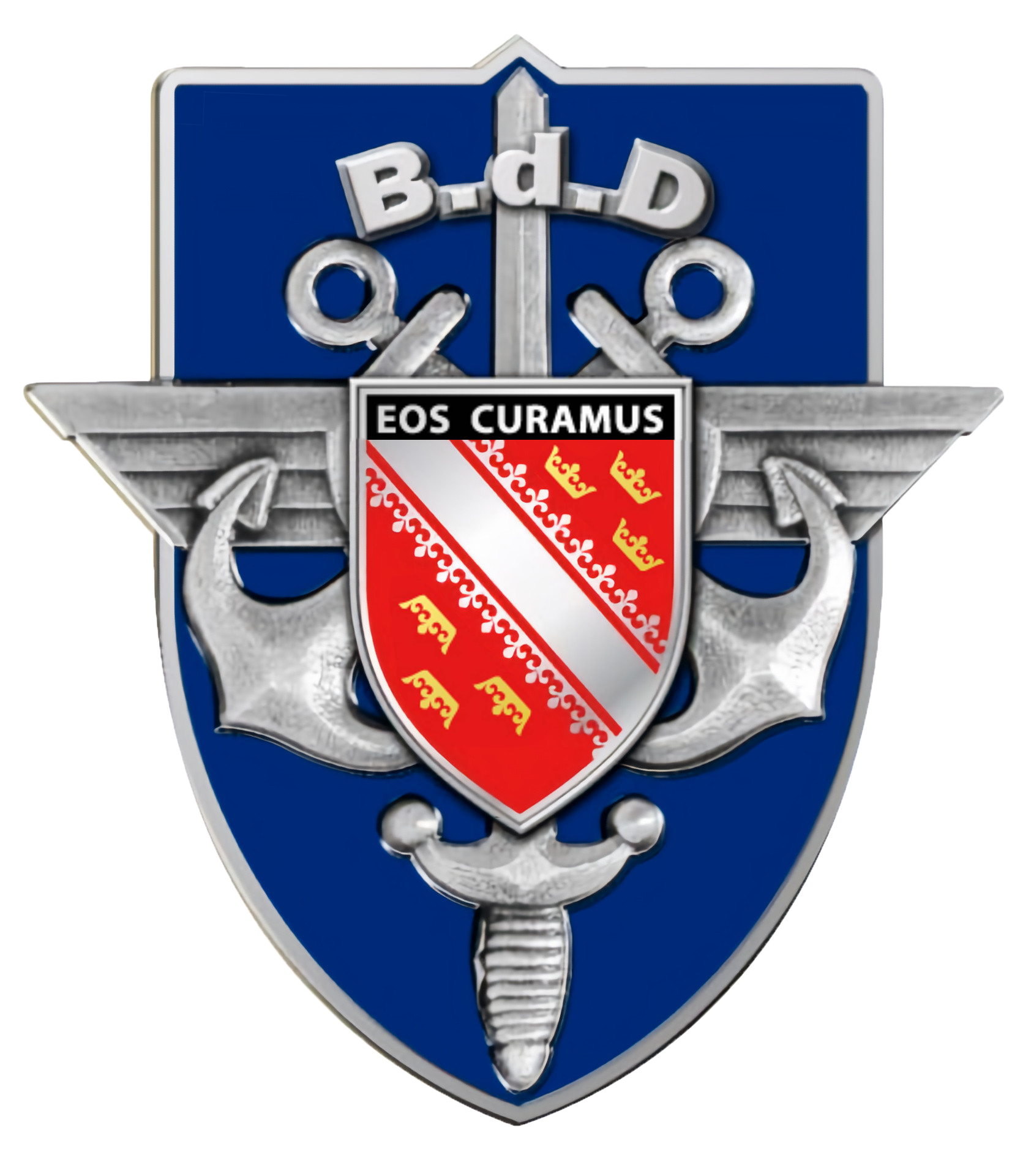
Insigne de la BdD SHC.

#### Armoriaux anciens
- (sv) Bergshammarsamlingen Vapenbok, vers 1441–1456 (lire en ligne).
- (de) Wernigeroder Wappenbuch, vers 1486–1492 (lire en ligne).
- (de) Konrad Grünenberg, Das Wappenbuch Conrads von Grünenberg, Ritters und Bürgers zu Constanz, vers 1480 (lire en ligne).
- Armorial de l'Europe et de la Toison d'or, vers 1430–1461, section des possessions du duc d'Autriche, p. 46, fo 18r [lire en ligne]

#### Armoriaux départementaux
- Paul Martin et François-Jacques Himly (préf. Bernard Cornut-Gentille, ill. Robert Louis et Louis Hesselbarth), Les Armoiries des communes du Bas-Rhin, t. 1 : Chefs-lieux de cantons, Strasbourg, Administration départementale du Bas-Rhin, 1947, 33 p. (BNF 34196135).
- L'Armorial des communes du Bas-Rhin, Strasbourg, Archives départementales du Bas-Rhin, 1995, 2e éd., 246 p. (BNF 35844917).
- Christian Wilsdorf (notices), Paul Martin (description héraldique) et Robert Gall (compositions graphiques), Armorial des communes du Haut-Rhin, t. 1 : Chefs-lieux de canton, Colmar, Commission d'héraldique du Haut-Rhin, 1963, 33 p. (BNF 33223785).

#### Autres sources
- Paul Martin, « Les armoiries de l'Alsace », Archives héraldiques suisses : annuaire, vol. 67,‎ 1953, p. 31–46 (ISSN 2624-6759, lire en ligne, consulté le 15 mai 2021).
- Paul Martin, « Les armoiries de l'Alsace », Revue d'Alsace, vol. 94,‎ 1955, p. 71–93 (lire en ligne).
- Christian Wilsdorf, L'Alsace des Mérovingiens à Léon IX : articles et études, [Strasbourg], Société savante d'Alsace et des régions de l'Est, coll. « Recherches et documents » (no 82), 2011, 408 p. (ISBN 2-904920-43-9).